# Wiktor Ambroziewicz

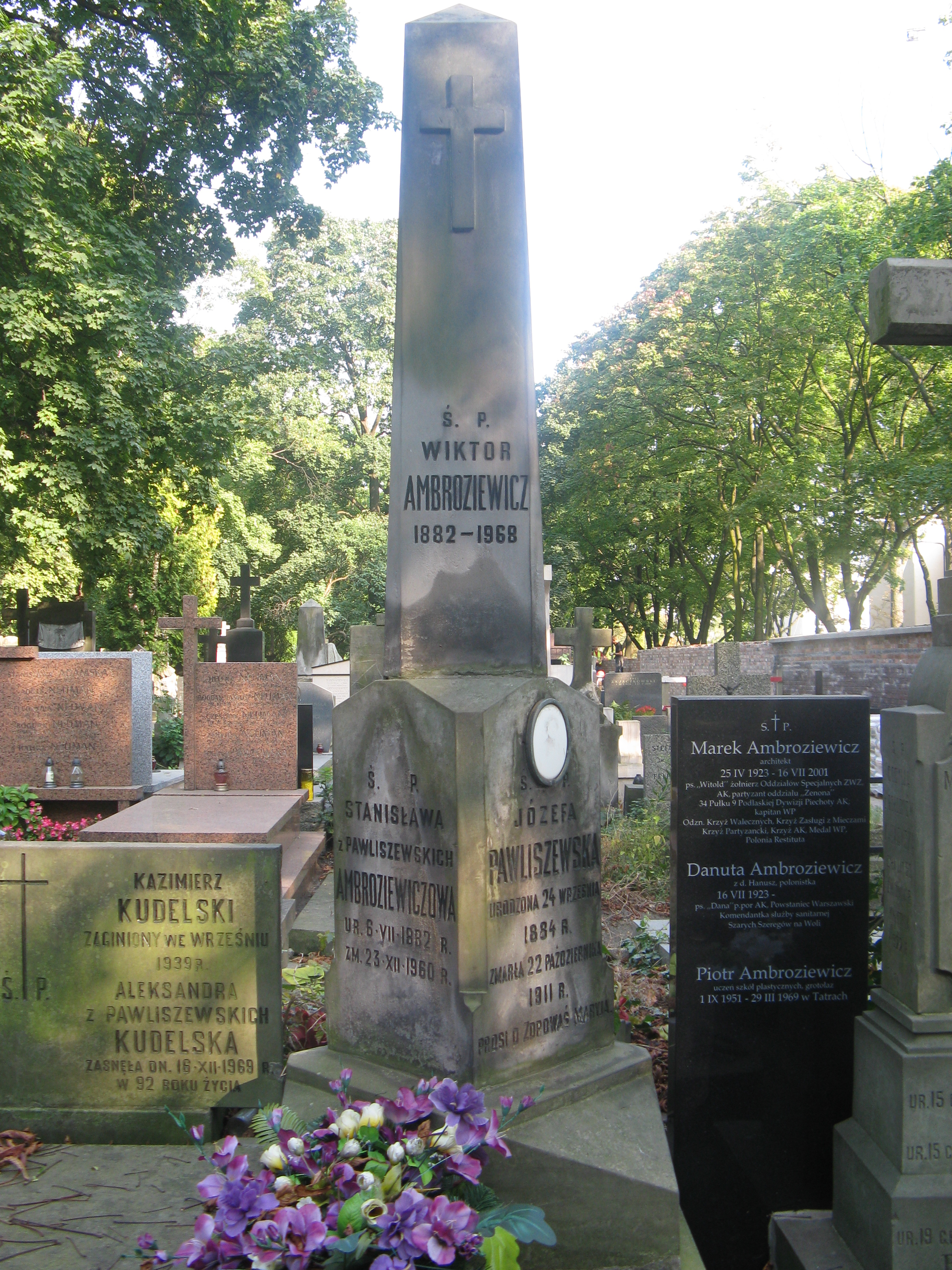
Grób Wiktora Ambroziewicza na cmentarzu Powązkowskim w Warszawie

Wiktor Grzegorz Ambroziewicz (ur. 21 kwietnia 1882 w Warszawie, zm. 23 listopada 1968 tamże) – pedagog, dyrektor szkół średnich, kurator Okręgu Szkolnego Warszawskiego, członek Komisji Rewizyjnej Straży Kresowej w 1920 roku.

## Życiorys
Przez wiele lat kierował szkołami średnimi, najpierw Gimnazjum im. Stanisława Żółkiewskiego w Siedlcach (do 1917). W latach 1917–1930 pełnił funkcję dyrektora Gimnazjum im. Stefana Czarnieckiego w Chełmie. Gdy 30 października 1918 Rada Regencyjna przejęła administrację c.k. Generalnego Gubernatorstwa Lubelskiego, w nocy z 1 na 2 listopada Wiktor Ambroziewicz, dyrektor chełmskiej Szkoły Filologicznej, przywiózł do Chełma nominacje dla nowych władz polskich. Następnie w latach 1930–1936 był dyrektorem Państwowego Gimnazjum im. Stefana Batorego w Warszawie. Pod jego kierunkiem prowadzony był przez nauczycieli tego gimnazjum eksperyment pedagogiczny, zakładający rozwój sprawności uczniów w praktycznym posługiwaniu się wiedzą teoretyczną. W sierpniu 1936 Minister Wyznań Religijnych i Oświecenia Publicznego Wojciech Świętosławski mianował go na stanowisko kuratora Okręgu Szkolnego Warszawsko-Łódzkiego (w miejsce Ludwika Pytlakowskiego), które zajmował do wybuchu II wojny światowej.
Po II wojnie światowej był dyrektorem Państwowego Instytutu Robót Ręcznych, uruchomionego początkowo w Łodzi, a następnie przeniesionego do Bielska-Białej, tu pod nazwą Państwowego Instytutu Robót Ręcznych dla Nauczycieli im. Władysława Przanowskiego. W 1950 władze komunistyczne zlikwidowały Instytut bez podania przyczyny, zwalniając Ambroziewicza z pracy.
Wiktor Ambroziewicz był działaczem społecznym, aktywnym m.in. w Związku Młodzieży Polskiej „Zet”, Polskiej Macierzy Szkolnej, Światowym Związku Polaków z Zagranicy, Towarzystwie Miłośników Robót Ręcznych (prezes).
Podczas całej swojej pracy zawodowej był znany jako propagator idei świetlic pozaszkolnych, szczególnie w okresie, gdy był kuratorem. Był też inicjatorem powołania Muzeum Chełmskiego (obecnie Muzeum Ziemi Chełmskiej w Chełmie).
Wiktor Ambroziewicz był żonaty z nauczycielką - Stanisławą z Pawliszewskich (zm. 1960).
Pochowany na cmentarzu Powązkowskim w Warszawie (kwatera 174-4-36,37).

## Ordery i odznaczenia
- Krzyż Komandorski Orderu Odrodzenia Polski (10 listopada 1933)[9]
- Złoty Krzyż Zasługi (27 czerwca 1928)[10]
- Srebrny Wawrzyn Akademicki (5 listopada 1935)[11]

## Publikacje
Pod koniec życia opracował obszerną biografię Władysława Przanowskiego, przedstawiającą równocześnie dzieje wychowania technicznego w II Rzeczypospolitej (Władysław Przanowski i jego dzieło). Praca wyszła drukiem w 1964, z przedmową Tadeusza Kotarbińskiego. Postaci Władysława Przanowskiego poświęcił kilka artykułów zamieszczonych m.in. na łamach Przeglądu Historyczno-Oświatowego (Władysław Przanowski: życie i działalność, Udział Władysława Przanowskiego w opracowaniu programów pracy ręcznej).
W 2000 ukazała się drukiem autobiografia Ambroziewicza Moja przygoda pedagogiczna: o szkole polskiej nieco inaczej, Warszawa, 2000.
Z pozostałych publikacji należy wymienić broszury i artykuły:
- Z krwawych dni. Siedlce, 1906 (pod pseudonimem: Jerzy Rawicz);
- Mieczysław Brzeziński jako pisarz i działacz ludowy (Przegląd Narodowy 1911);
- Co Szymek Kołodziej o biedach wiejskich a Macierzy Szkolnej sąsiadom powiadał? Łuków, 1907;
- Regulamin gimnazjalnych egzaminów dojrzałości a życie. Warszawa, 1931;
- Sztandar szkolny. Warszawa, 1934;
- Sport w szkole średniej: referat wygłoszony na posiedzeniu komisyjnym Rady Naukowej WF w dn. 25 stycznia 1934 r. (Wychowanie Fizyczne 1934 nr 3/4);
- 44 miliony na budowę szkół powszechnych. Warszawa, 1936;
- Dobre dziecko nie zapomni o matce. Warszawa, 1938.

Ponadto przetłumaczył z języka rosyjskiego książkę: Kształcenie politechniczne w szkole ogólnokształcącej (Warszawa, 1956).

## Upamiętnienie
Od 2009 jest patronem Muzeum Ziemi Chełmskiej w Chełmie.